# Olympische Jugend-Winterspiele 2020/Teilnehmer (Thailand)
| Gelbes Symbol für Goldmedaillen mit stilisierten Olympischen Ringen | Graues Symbol für Silbermedaillen mit stilisierten Olympischen Ringen | Braundes Symbol für Bronzemedaillen mit stilisierten Olympischen Ringen |
| ------------------------------------------------------------------- | --------------------------------------------------------------------- | ----------------------------------------------------------------------- |
| —                                                                   | —                                                                     | —                                                                       |

Thailand nahm an den Olympischen Jugend-Winterspielen 2020 in Lausanne mit fünf Athleten (drei Jungen und zwei Mädchen) in drei Sportarten teil.

## Teilnehmer nach Sportarten

### Shorttrack
| Athlet                                                             | Wettbewerb  | Vorlauf      | Vorlauf | Viertelfinale | Viertelfinale | Halbfinale    | Halbfinale    | Finale                 | Finale        | Rang |
| Athlet                                                             | Wettbewerb  | Zeit         | Rang    | Zeit          | Rang          | Zeit          | Rang          | Zeit                   | Rang          | Rang |
| ------------------------------------------------------------------ | ----------- | ------------ | ------- | ------------- | ------------- | ------------- | ------------- | ---------------------- | ------------- | ---- |
| Jungen                                                             |             |              |         |               |               |               |               |                        |               |      |
| Natthapat Kancharin                                                | 500 m       | 43,008 s     | 2       | DNF           | DNF           | ausgeschieden | ausgeschieden | ausgeschieden          | ausgeschieden | 15   |
| Natthapat Kancharin                                                | 1000 m      | 1:30,038 min | 2       | 1:49,235 min  | 4             | ausgeschieden | ausgeschieden | ausgeschieden          | ausgeschieden | 13   |
| Jungen                                                             |             |              |         |               |               |               |               |                        |               |      |
| Team H Zhang Chutong Hailey Choi Lee Jeong-min Natthapat Kancharin | Teamstaffel | –            | –       | –             | –             | 4:31,666 min  | 4             | B-Finale: 4:15,234 min | 2             | 5    |

### Ski Alpin
| Athleten           | Wettbewerbe  | 1. Lauf     | 1. Lauf | 2. Lauf     | 2. Lauf | Gesamt      | Gesamt |
| Athleten           | Wettbewerbe  | Zeit        | Rang    | Zeit        | Rang    | Zeit        | Rang   |
| ------------------ | ------------ | ----------- | ------- | ----------- | ------- | ----------- | ------ |
| Jungen             |              |             |         |             |         |             |        |
| Natthawut Hiranrat | Riesenslalom | 1:21,23 min | 57      | 1:27,82 min | 53      | 2:49,05 min | 53     |
| Natthawut Hiranrat | Slalom       | 1:09,68 min | 52      | 1:00,29 min | 38      | 2:09,97 min | 40     |
| Mädchen            |              |             |         |             |         |             |        |
| Nichakan Chinupun  | Riesenslalom | 1:34,48 min | 57      | 1:30,90 min | 37      | 3:05,38 min | 37     |
| Nichakan Chinupun  | Slalom       | 1:08,30 min | 44      | 1:08,52 min | 35      | 2:16,82 min | 35     |

### Skilanglauf
| Athleten            | Wettbewerbe     | Qualifikation | Qualifikation | Viertelfinale | Viertelfinale | Halbfinale    | Halbfinale    | Finale        | Finale        | Rang |
| Athleten            | Wettbewerbe     | Zeit          | Rang          | Zeit          | Rang          | Zeit          | Rang          | Zeit          | Rang          | Rang |
| ------------------- | --------------- | ------------- | ------------- | ------------- | ------------- | ------------- | ------------- | ------------- | ------------- | ---- |
| Jungen              |                 |               |               |               |               |               |               |               |               |      |
| Sarawut Koedsin     | 10 km klassisch | –             | –             | –             | –             | –             | –             | 47:37,9 min   | 79            | 79   |
| Sarawut Koedsin     | Sprint Freistil | 4:38,79 min   | 83            | ausgeschieden | ausgeschieden | ausgeschieden | ausgeschieden | ausgeschieden | ausgeschieden | 83   |
| Sarawut Koedsin     | Langlauf-Cross  | 6:27,83 min   | 85            | ausgeschieden | ausgeschieden | ausgeschieden | ausgeschieden | ausgeschieden | ausgeschieden | 85   |
| Mädchen             |                 |               |               |               |               |               |               |               |               |      |
| Duangkamon Hitchana | 5 km klassisch  | –             | –             | –             | –             | –             | –             | 21:52,1 min   | 73            | 73   |
| Duangkamon Hitchana | Sprint Freistil | 3:54,62 min   | 79            | ausgeschieden | ausgeschieden | ausgeschieden | ausgeschieden | ausgeschieden | ausgeschieden | 79   |
| Duangkamon Hitchana | Langlauf-Cross  | 7:14,66 min   | 76            | ausgeschieden | ausgeschieden | ausgeschieden | ausgeschieden | ausgeschieden | ausgeschieden | 76   |